# 8SB Ahorn
De 8SB Ahorn is een stoeltjeslift op het Ahronplateau. Hij is gebouwd door Doppelmayr in 2007 voor de Mayrhofner Bergbahnen in de Oostenrijkse deelstaat Tirol.

## Prestaties
De kabelbaan gaat 4 meter per seconde. Men heeft de beschikking over 40 stoeltjes om op de kabel aan te koppelen. De reistijd bedraagt 3 minuten en 17 seconden. Er kunnen 3000 personen per uur worden vervoerd.